# Сейлем Тауншип (округ Клеріон, Пенсільванія)
Сейлем Тауншип (англ. Salem Township) — селище (англ. township) в США, в окрузі Клеріон штату Пенсільванія. Населення — 896 осіб (2020).

## Демографія
Згідно з переписом 2010 року, у селищі мешкала 881 особа в 332 домогосподарствах у складі 253 родин. Було 367 помешкань
Расовий склад населення:
| - 99,4 % — білих - 0,1 % — чорних або афроамериканців - 0,1 % — азіатів |

До двох чи більше рас належало 0,3 %. Частка іспаномовних становила 0,0 % від усіх жителів.
За віковим діапазоном населення розподілялося таким чином: 25,2 % — особи молодші 18 років, 60,8 % — особи у віці 18—64 років, 14,0 % — особи у віці 65 років та старші. Медіана віку мешканця становила 40,1 року. На 100 осіб жіночої статі у селищі припадало 98,0 чоловіків;  на 100 жінок у віці від 18 років та старших — 91,6 чоловіків також старших 18 років.
Середній дохід на одне домашнє господарство  становив 60 911 долар США (медіана — 54 125), а середній дохід на одну сім'ю — 66 271 долар (медіана — 58 971). Медіана доходів становила 36 250 доларів для чоловіків та 34 464 долари для жінок. За межею бідності перебувало 8,0 % осіб, у тому числі 9,8 % дітей у віці до 18 років та 4,7 % осіб у віці 65 років та старших.
Цивільне працевлаштоване населення становило 405 осіб. Основні галузі зайнятості: освіта, охорона здоров'я та соціальна допомога — 26,7 %, виробництво — 12,6 %, будівництво — 11,6 %.